# José María Morelos, Hidalgo
José María Morelos är en ort i Mexiko.   Den ligger i kommunen Emiliano Zapata och delstaten Hidalgo, i den sydöstra delen av landet, 60 km öster om huvudstaden Mexico City. José María Morelos ligger 2 504 meter över havet och antalet invånare är 1 261.
Terrängen runt José María Morelos är kuperad åt nordväst, men åt sydost är den platt. Runt José María Morelos är det ganska glesbefolkat, med 47 invånare per kvadratkilometer. Närmaste större samhälle är Calpulalpan, 10,4 km söder om José María Morelos. Trakten runt José María Morelos består till största delen av jordbruksmark.